# Place Vendôme (filme)
Place Vendôme é um filme francês de Nicole Garcia, estreou em 1998. 